# Pulau Penambulai
Pulau Penambulai är en ö i Indonesien.   Den ligger i provinsen Moluckerna, i den östra delen av landet, 3 100 km öster om huvudstaden Jakarta. Arean är 134 kvadratkilometer.
Terrängen på Pulau Penambulai är mycket platt. Öns högsta punkt är 51 meter över havet. Den sträcker sig 21,7 kilometer i nord-sydlig riktning, och 12,3 kilometer i öst-västlig riktning.  Trakten runt Pulau Penambulai består huvudsakligen av våtmarker.